# Grundumsatz
Der Grundumsatz, auch Ruheenergiebedarf, oft auch Ruheenergieverbrauch, Ruheenergieumsatz, Ruhestoffwechsel, Grundenergieumsatz, Grundbedarf oder basale Stoffwechselrate, ist die Energie pro Zeitspanne, die ein Organismus zur Aufrechterhaltung der Homöostase benötigt.
Grundlegende Funktionen sind in diesem Zusammenhang etwa Atmung, Blutkreislauf, Thermoregulation oder Verdauung. Energie, die für körperliche Aktivität oder starkes Schwitzen benötigt wird, ist im Grundumsatz nicht enthalten. Physikalisch gesehen handelt es sich beim Grundumsatz um eine Leistung, deren SI-Einheit das Watt ist. In der Praxis allerdings wird statt mit der gesetzlichen Einheit der Energie, dem Joule, häufig mit der seit 1948 veralteten Einheit der Wärme, der Kalorie (gemeint ist damit die Kilokalorie), gearbeitet und der Grundumsatz – da er sich stets auf einen ganzen Tag, also 24 Stunden bezieht – dementsprechend in Kilokalorien pro 24 Stunden (kcal/24 h) angegeben (wobei die Angabe „/24 h“ oft weggelassen wird). In der englischsprachigen Fachliteratur wird der Begriff resting energy expenditure (REE) für den Ruheenergiebedarf verwendet.
Die wissenschaftliche Literatur formuliert den Grundumsatz zunehmend mit der SI-Einheit Megajoule pro Tag (MJ/d) (Beispiel: Journal of Nutrition). Die Lebensmittel-Informationsverordnung schreibt im Warenverkehr der EU zudem die Angabe des physiologischen Brennwerts in der Einheit kJ/100 g vor, so dass über die Mengenbilanz auch die Energiebilanz von Lebensmitteln im Internationalen Einheitensystem (SI) berechnet werden kann. Für die Umrechnung zwischen Kilojoule und Kilokalorie gibt es – je nach Definition der Standardbedingungen – geringfügig unterschiedliche Faktoren. Der Umrechnungsfaktor beträgt gemäß DIN 1301-3:
{\displaystyle 1\;\mathrm {kcal} =4{,}1868\;\mathrm {kJ} } und {\displaystyle 1\;\mathrm {kJ} =0{,}23885\;\mathrm {kcal} }.
Faktoren, die den Grundumsatz beeinflussen, sind u. a.: Alter, Geschlecht, Körpergewicht, Körpergröße, Muskelmasse, Wärmedämmung durch Kleidung sowie der Gesundheitszustand (z. B. bei erhöhter Körpertemperatur durch Fieber o. Ä.).

## Definition
Der Ruheenergiebedarf ist der Anteil am täglichen Energiebedarf eines Organismus, der rechnerisch auf die Aufrechterhaltung der Homöostase bei körperlicher Ruhe entfällt. Dazu gehören unter anderem die Thermoregulation, die mechanische Arbeit von Herz und Lunge, das Wachstum des Organismus, das Membranpotenzial, der Substratstoffwechsel sowie der Energiebedarf des Gehirns. Beim Menschen macht der Ruheenergiebedarf etwa 50 bis 75 % des gesamten Energiebedarfes (Total Energy Expenditure, TEE) aus. Hinzu kommen – individuell verschieden – noch 15 bis 40 % aktivitätsabhängiger Energiebedarf und bis zu 10 % nahrungsinduzierte Thermogenese (NIT). Der aktivitätsabhängige Energiebedarf variiert je nach beruflicher Belastung (non-exercise activity thermogenesis NEAT) und Freizeitaktivität (= Sport, exercise activity thermogenesis, EAT). Die nahrungsinduzierte Thermogenese ist der für die Metabolisierung der zugeführten Nährstoffe notwendige Energiebedarf.

## Bestimmung und Berechnung des Ruheenergiebedarfs
Der Ruheenergiebedarf lässt sich mit verschiedenen Methoden bestimmen. Die am häufigsten angewandte Methode ist die indirekte Kalorimetrie. Bei diesem Verfahren wird in der ausgeatmeten Luft die Sauerstoff- und Kohlenstoffdioxid-Konzentration gemessen. Über die Menge des abgegebenen Kohlenstoffdioxids lässt sich der Energieumsatz ermitteln.
Nach einer Formel von Harris und Benedict lässt sich der Ruheenergiebedarf auch berechnen. Dabei gehen die Parameter Geschlecht, Körpergewicht, Körperlänge und Alter in die Formel ein.

## Der Ruheenergiebedarf von Patienten
Der Gesamtenergiebedarf von bettlägerigen Kranken liegt meist nur geringfügig, im Bereich von 0 bis 7 %, über dem Ruheenergiebedarf.
Der zusätzliche, über dem normalen Ruheenergiebedarf liegende Energiebedarf ist allerdings stark von der Erkrankung abhängig. Nach Operationen beträgt die Zunahme beispielsweise etwa 28 %, bei einer Verletzung oder Sepsis um 26 %, bei Krebs um 18 % und bei Atemwegserkrankungen um 9 %.

## Messung

Indirekte Kalorimetrie im Labor mit einer Canopy-Haube (Verdünnungsmethode)

Durch Methoden der Kalorimetrie lässt sich der Grundumsatz direkt über die abgegebene Wärmemenge oder indirekt über den Sauerstoffverbrauch messen, was aber für den Alltag außerhalb wissenschaftlicher Forschung, beispielsweise in Krankenhäusern, zu aufwendig ist.
Die direkte Kalorimetrie wurde schon im 18. Jahrhundert von Antoine Laurent de Lavoisier entwickelt, hat inzwischen jedoch nur noch historische Bedeutung. Stattdessen wird heute in der medizinischen Praxis mit Spirometern der Atemstrom des Probanden gemessen und daraus das Volumen der Atemluft, der Sauerstoffverbrauch und aus beidem schließlich der Grundumsatz selbst ermittelt.
Die Lehre vom Grundumsatz im menschlichen Stoffwechsel begründet 1916 August Krogh.

## Berechnung über Näherungsformeln

### Harris-Benedict-Formel

Grundumsatz in kCal pro Tag für Männer nach Harris-Benedict und BMI-Formeln, über Alter und Gewicht für einen BMI von 21,5

Grundumsatz in kCal pro Tag für Frauen nach Harris-Benedict und BMI-Formeln, über Alter und Gewicht für einen BMI von 21,5

Im Jahre 1918 veröffentlichten J. A. Harris und F. G. Benedict die nach ihnen benannte Harris-Benedict-Formel, in die die Körpermasse {\displaystyle m}, die Körpergröße {\displaystyle l} und das Alter {\displaystyle t} als Einflussfaktoren des Grundumsatzes eingehen.
Die Formel stellt noch heute eine in der Ernährungsmedizin allgemein akzeptierte gute Näherung des gemessenen Grundumsatzes {\displaystyle G} dar. Sie lautet für Männer:
{\displaystyle G_{\mathrm {m} }(m,l,t)=(66{,}5+13{,}7{\tfrac {1}{\mathrm {kg} }}\,m+5{,}0{\tfrac {1}{\mathrm {cm} }}\,l-6{,}8{\tfrac {1}{\mathrm {a} }}\,t){\tfrac {\mathrm {kcal} }{\mathrm {24\,h} }}\,,}
und für Frauen
{\displaystyle G_{\mathrm {w} }(m,l,t)=(655+9{,}6{\tfrac {1}{\mathrm {kg} }}\,m+1{,}8{\tfrac {1}{\mathrm {cm} }}\,l-4{,}7{\tfrac {1}{\mathrm {a} }}\,t){\tfrac {\mathrm {kcal} }{\mathrm {24\,h} }}\,.}
In gesetzlichen Einheiten, die zum Ergebnis in der SI-Einheit kJ pro Tag führen, lauten die Formeln
für Männer:
{\displaystyle G_{\mathrm {m} }(m,l,t)=(278{,}42+57{,}36{\tfrac {1}{\mathrm {kg} }}\,m+20{,}93{\tfrac {1}{\mathrm {cm} }}\,l-28{,}47{\tfrac {1}{\mathrm {a} }}\,t){\tfrac {\mathrm {kJ} }{\mathrm {24\,h} }}\,,}
und für Frauen:
{\displaystyle G_{\mathrm {w} }(m,l,t)=(2.742{,}35+40{,}19{\tfrac {1}{\mathrm {kg} }}\,m+7{,}54{\tfrac {1}{\mathrm {cm} }}\,l-19{,}68{\tfrac {1}{\mathrm {a} }}\,t){\tfrac {\mathrm {kJ} }{\mathrm {24\,h} }}\,.}
„Der auffällige Unterschied des ersten Summanden um fast eine Zehnerpotenz bringt zum Ausdruck, dass der Grundumsatz bei Männern stärker von der Körperstatur und der davon abhängigen Muskelmasse bestimmt wird.“

### Mifflin-St.Jeor-Formel

Grundumsatz in kCal pro Tag für Männer und Frauen nach Mifflin-St.Jeor und BMI-Formeln, über Alter und Gewicht für einen BMI von 21,5

Eine neuere Formel wurde 1990 von Mifflin und St.Jeor vorgeschlagen, welche den Lebensstiländerungen der letzten 100 Jahre Rechnung tragen soll und im Mittel ungefähr 5 % akkurater ist. Der Grundumsatz in kcal pro Tag wird mit den Werten {\displaystyle m} (engl.: mass) für Körpermasse in kg, {\displaystyle l} (engl.: length) für die Körperlänge in cm, {\displaystyle t} (engl.: time) für das Alter in Jahren und {\displaystyle s} (engl.: sex) für das Geschlecht berechnet.
{\displaystyle G(m,l,t)=10{,}0~m+6{,}25~l-5{,}0~t+s}
mit {\displaystyle s=+5} für Männer und {\displaystyle s=-161} für Frauen.
In gesetzlichen Einheiten, die zum Ergebnis in kJ pro Tag führen, lautet die Formel:
{\displaystyle G(m,l,t)=41{,}87~m+26{,}17~l-20{,}93~t+s}
mit {\displaystyle s=+20{,}93} für Männer und {\displaystyle s=-674{,}08} für Frauen.

### Einfache Abschätzung
Stark vereinfacht, doch immer noch alltagstauglich, ist die Näherungsannahme, dass der Mensch pro Kilogramm Körpergewicht unter den genannten Bedingungen ca. 105 kJ (= 25 kcal) pro Tag verbraucht. Daraus leitet sich folgende vereinfachte Formel ab:
{\displaystyle G(m)=25{\tfrac {\mathrm {kcal} }{\mathrm {kg\cdot 24\,h} }}\,m}
Da sowohl ein Tag 24 Stunden besitzt als auch 100 kJ etwa 24 kcal entsprechen, wird in zahlreichen Publikationen eine noch einfachere Faustformel mit dem Faktor 24 verwendet. So ergibt sich aus dem hundertfachen des Gewichtes der Grundumsatz eines Tages in Kilojoule und aus dem Gewicht selbst der Grundumsatz pro Stunde in kcal. Nach dieser Faustformel berechnet sich der tägliche Grundumsatz für einen Mann wie folgt:
{\displaystyle G_{\mathrm {m} }(m)=24\,{\tfrac {\mathrm {kcal} }{\mathrm {kg\cdot 24\,h} }}\,m=1\,{\tfrac {\mathrm {kcal} }{\mathrm {kg\cdot h} }}\cdot m=100\,{\tfrac {\mathrm {kJ} }{\mathrm {kg\cdot 24\cdot h} }}\,m}
Da Männer durchschnittlich etwas größer sind und im Verhältnis zum Körpergewicht sowohl mehr Muskelmasse als auch weniger Körperfett als Frauen besitzen, wird pauschal von einem um 10 % geringeren Grundumsatz bei Frauen ausgegangen:
{\displaystyle G_{\mathrm {w} }(m)=0{,}9\cdot 24\,{\tfrac {\mathrm {kcal} }{\mathrm {kg\cdot 24\,h} }}\,m=0{,}9\,{\tfrac {\mathrm {kcal} }{\mathrm {kg\cdot h} }}\,m=90\,{\tfrac {\mathrm {kJ} }{\mathrm {kg\cdot 24\cdot h} }}\,m}
Der Grundumsatz G kann nun zur Veranschaulichung auch in eine mittlere Leistung P in Watt umgerechnet werden. Dann ergeben sich für einen Menschen mit einem Gewicht von 70 kg näherungsweise folgende Werte:
{\displaystyle P_{\mathrm {m} }(70\,\mathrm {kg} )=1680\,{\tfrac {\mathrm {kcal} }{\mathrm {24\,h} }}=70\,{\tfrac {\mathrm {kcal} }{\mathrm {h} }}=7000\,{\tfrac {\mathrm {kJ} }{\mathrm {24\cdot h} }}=7000\,{\tfrac {\mathrm {kJ} }{\mathrm {86400\cdot s} }}={\tfrac {7000}{86400}}\,{\tfrac {\mathrm {kJ} }{\mathrm {s} }}=81\,\mathrm {W} }
{\displaystyle P_{\mathrm {w} }(70\,\mathrm {kg} )=1512\,{\tfrac {\mathrm {kcal} }{\mathrm {24\,h} }}=63\,{\tfrac {\mathrm {kcal} }{\mathrm {h} }}=6300\,{\tfrac {\mathrm {kJ} }{\mathrm {24\cdot h} }}=6300\,{\tfrac {\mathrm {kJ} }{\mathrm {86400\,s} }}={\tfrac {6300}{86400}}\,{\tfrac {\mathrm {kJ} }{\mathrm {s} }}=73\,\mathrm {W} }
Die Formel vereinfacht sich noch einmal, wenn man davon ausgeht, dass eine mittelalte, normalgewichtige Frau exakt 86,4 kJ Grundumsatz pro kg und Tag aufweist:
{\displaystyle P_{\mathrm {w} }(x\,\mathrm {kg} )=x\,{\tfrac {\mathrm {86400\,J} }{\mathrm {86400\,s} }}=x\,\mathrm {W} }
Einfachste Faustformel ist also die, dass eine Frau mittleren Alters in etwa eine mittlere Leistung in Watt aufweist, wie sie Kilogramm wiegt. Der von der Universität Hohenheim genutzte Energiebedarfsrechner bestätigt diesen Wert; dort liegt ein Mann bei gleicher Größe und gleichem Gewicht 5 bis 7 % darüber. Bei Kindern und Jugendlichen ist die mittlere Leistung um etwa 20 % höher als die einer vergleichbaren mittelalten Person:
- Ein 50-jähriger, 1,70 großer und 70 kg schwerer Mensch kommt auf 70 W, 100 % (w) bzw. 75 W, 107 % (m).
  - Wiegt jeweils der gleiche Mensch nur 60 kg, so kommt er auf 65 W, 108 % (w) bzw. gut 68 W, 114 % (m)
- Ein 13-jähriger Mensch mit 1,70 m und 70 kg kommt auf 81 W, 116 % (w) bzw. 87 W, 125 % (m).
  - Wiegt jeweils der gleiche Mensch nur 60 kg, so kommt auf 75 W, 125 % (w) bzw. 79 W, 132 % (m).

## Gesamter Energieumsatz
Mit erhöhter körperlicher Aktivität steigt auch der Energieumsatz. Die dadurch pro Tag zusätzlich umgesetzte Energiemenge wird Leistungsumsatz genannt. Der gesamte Energieumsatz ist die Summe aus Grund- und Leistungsumsatz. Er lässt sich abschätzen, indem man den zuvor bestimmten Grundumsatz mit einem Aktivitätsfaktor (PAL-Wert, engl. physical activity level) multipliziert. Dieser beträgt zwischen 1,2 im Liegen oder Sitzen und bis zu 2,4 bei schwerer körperlicher Arbeit, z. B. in der Schwerindustrie oder im Leistungssport. Bei Büroarbeit dagegen kommt man lediglich auf einen Aktivitätsfaktor von 1,3 bis 1,6.
Im Krankheitsfall wird der Grundumsatz zur Ermittlung des tatsächlichen Energiebedarfs außer mit dem Aktivitätsfaktor (der bei bettlägerigen Patienten 1,2, und bei mobilisierten Patienten 1,3 beträgt) auch noch mit einem Traumafaktor multipliziert, der durch die Schwere der Krankheit bestimmt wird und zwischen 1,0 und 1,6 beträgt.

## Grundumsatz beim Menschen
Der Grundumsatz macht bis zu 75 % des täglichen Energieverbrauchs des Einzelnen aus. Er wird von mehreren Faktoren beeinflusst, und die Variabilität zwischen den Einzelnen ist hoch.
Den größten Anteil am Grundumsatz des menschlichen Körpers haben die Leber mit 26 % und die Skelettmuskulatur mit 26 %, gefolgt vom Gehirn mit 18 %, dem Herz mit 9 % und den Nieren mit 7 %. Die restlichen 14 % entfallen auf die übrigen Organe und Gewebe des Körpers.
| Organ            | Gewicht (Kg) | spez Grundumsatz (Kcal/Kg/Tag) | Grundumsatz ges. Organ (Kcal/Tag) |
| ---------------- | ------------ | ------------------------------ | --------------------------------- |
| Leber            | 1,39         | 200                            | 278                               |
| Gehirn           | 1,33         | 240                            | 319                               |
| Herz             | 0,39         | 440                            | 136                               |
| Nieren           | 0,29         | 440                            | 127                               |
| Skelett- muskel  | 26,3         | 13                             | 342                               |
| Fettgewebe       | 19,4         | 4,5                            | 87                                |
| Sonstiges Gewebe | 25           | 12                             | 300                               |
| Σ alle Organe    | 74           |                                | 1590                              |

Tabelle: Die wegweisenden kalorimetrischen Bestimmungen der spezifischen metabolischen Organumsätze von Elia im Jahre 1992 (mit weitgehender Bestätigung)